# Pfarrkirche Kleinlobming

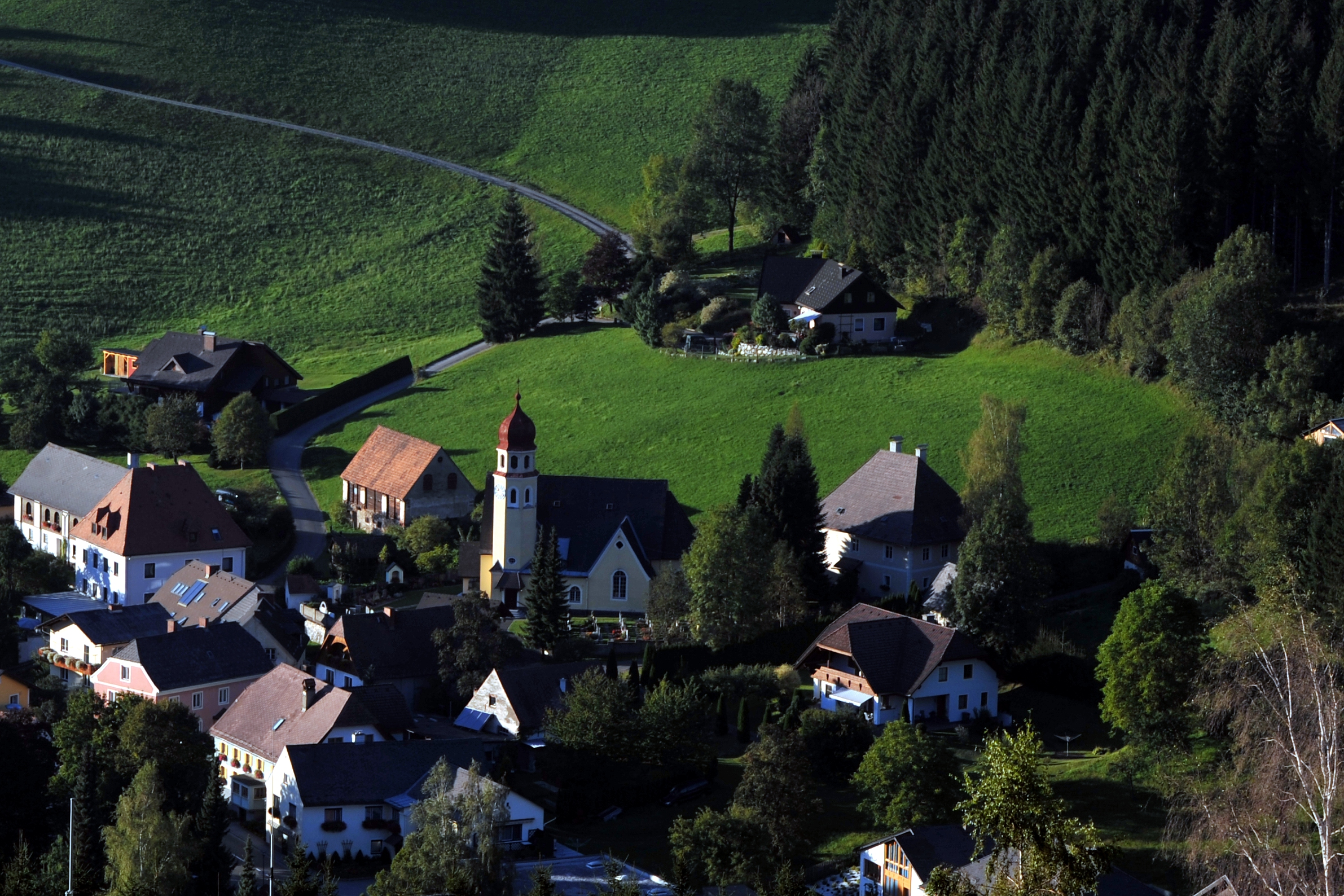
Katholische Pfarrkirche hl. Thomas in Kleinlobming

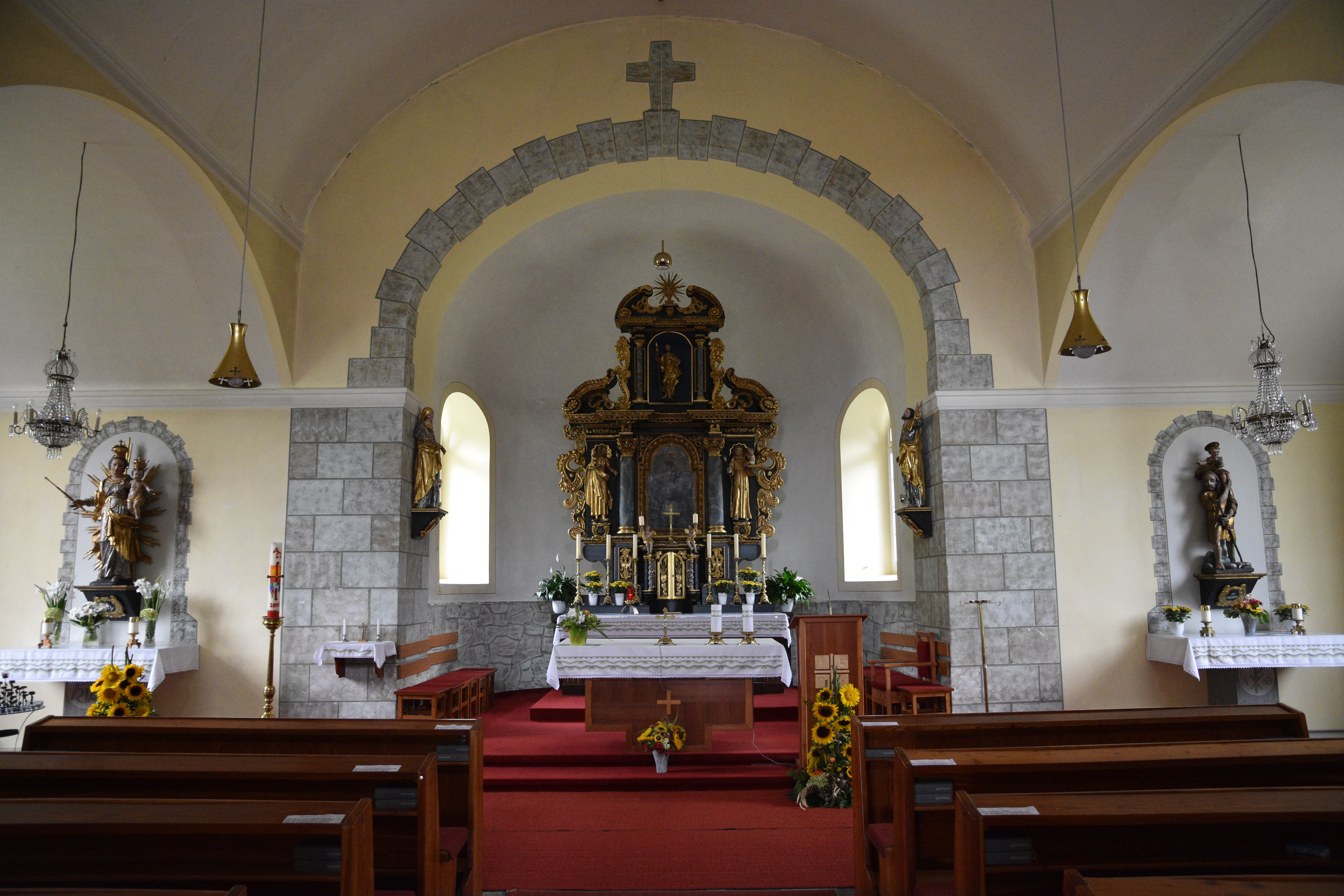
Langhaus, Blick zum Chor

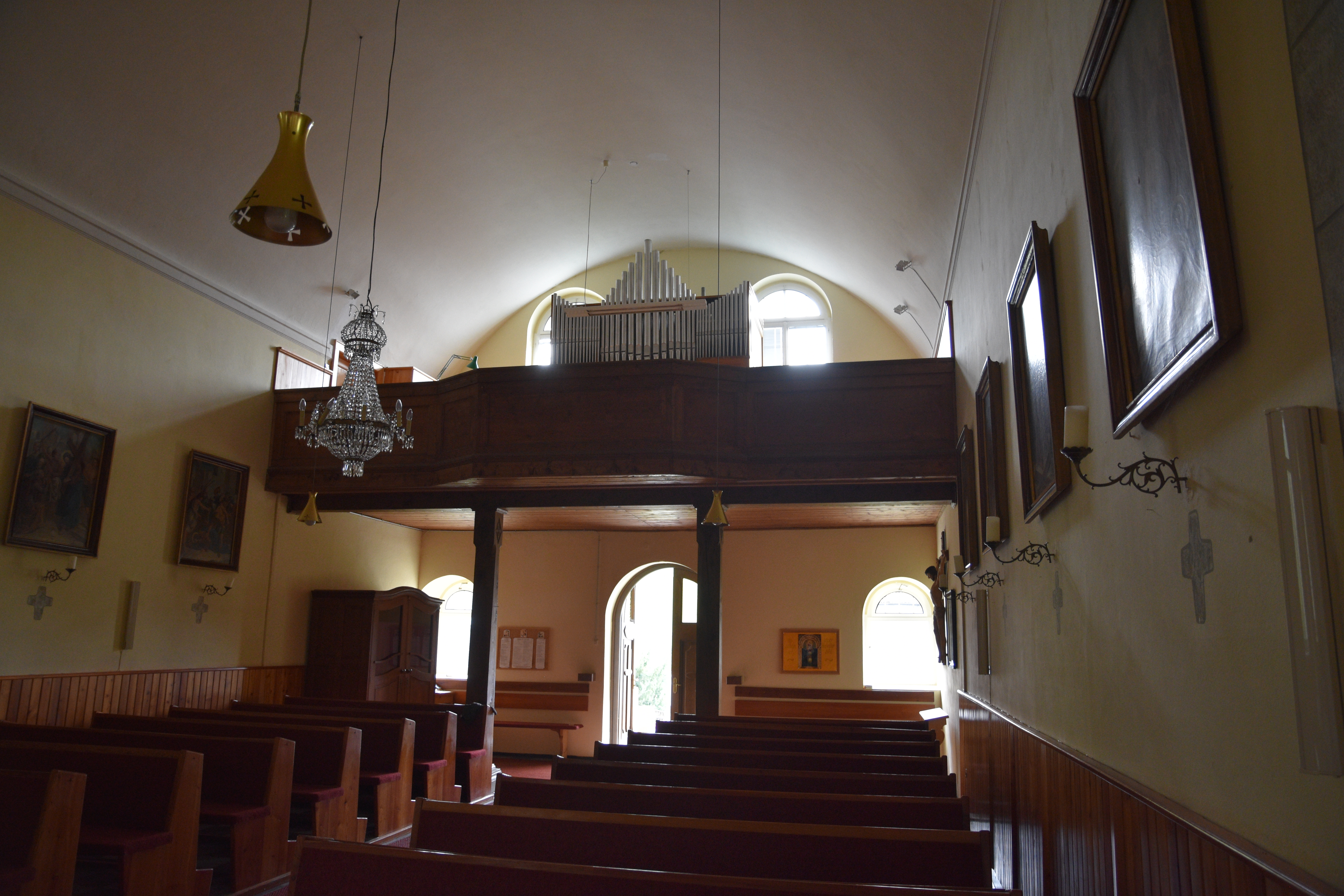
Langhaus, Blick zur Empore

Die römisch-katholische Pfarrkirche Kleinlobming steht in leichter Hanglage am östlichen Rand des Ortes Kleinlobming in der Gemeinde Lobmingtal im Bezirk Murtal in der Steiermark. Die dem Patrozinium des Heiligen Thomas unterstellte Pfarrkirche gehört zur Region Obersteiermark West (Dekanat Knittelfeld) in der Diözese Graz-Seckau. Die Kirche und der Friedhof stehen unter Denkmalschutz (Listeneintrag).

## Geschichte
Urkundlich wurde 1242 eine Kirche genannt. Eine Pfarre wurde 1340 und 1771 genannt, dazwischen war die Kirche eine Filiale der Pfarrkirche Großlobming. Die Chorapsis und die Langhausmauern sind romanisch erhalten. Nach einem Brand 1917 wurde 1919 die Kirche neu erbaut. Nach einer Renovation in den 80er Jahren, wurde das Fresko mit Ruß übermalen und nun ist es für immer verloren. Traditionen, wie zum Beispiel die Bittprozessionen zu verschiedenen Bauernhöfen im Dorf, haben sich im Ort erhalten.

## Architektur
Die Kirche ist teils von einem ummauerten Friedhof umgeben. Das Langhaus mit ostseitigen Kapellen hat Tonnengewölbe. Die halbkreisförmige Chorapsis hat im Chorschluss ein außen vermauertes romanisches Fenster. Die Westempore ist aus Holz. Der südlich am Langhaus stehende Turm ist in den Obergeschoßen achteckig, die Glockenstube ist zurückgesetzt und trägt einen Zwiebelhelm. Der Sakristeianbau steht im Osten.

## Einrichtung
Der frühbarocke Hochaltar aus dem dritten Viertel des 17. Jahrhunderts mit Knorpelwerkornament wurde aus dem Schloss Sauerbrunn hierher übertragen. Er zeigt das Altarbild Maria Immaculata und trägt die Statuen Joseph und Antonius und die Aufsatzstatue Thomas, alle aus dem zweiten Viertel des 18. Jahrhunderts vom Bildhauer Balthasar Prandtstätter. Der linke Seitenaltar trägt eine stehende Maria mit Kind um 1700. Am Fronbogen befinden sich die Statuen Joachim und Anna um 1770/1780. Drei kleine Glashängeluster sind aus der ersten Hälfte des 19. Jahrhunderts. Die Kreuzwegbilder nennen J. Schaar 1875. Es sind auch noch 2 Turmratschen erhalten. Die Glocken wurden im Zweiten Weltkrieg eingeschmolzen. Nur die kleinste Glocke blieb hängen.

## Friedhof
Das Friedhofskreuz mit einer Schmerzhaften Maria ist neugotisch.